# Коржинколь (Єгіндикольський район)
Коржинко́ль (каз. Қоржынкөл) — село у складі Єгіндикольського району Акмолинської області Казахстану. Адміністративний центр та єдиний населений пункт Коржинкольського сільського округу.
Населення — 394 особи (2021; 432 у 2009, 623 у 1999, 976 у 1989).
Національний склад станом на 1989 рік:
- росіяни — 41 %;
- українці — 28 %.